# Pseudione brattstroemi
Pseudione brattstroemi is een pissebed uit de familie Bopyridae. De wetenschappelijke naam van de soort is voor het eerst geldig gepubliceerd in 1986 door Stuardo, Vega & Cespedes.